# Priscula salmeronica
Priscula salmeronica là một loài nhện trong họ Pholcidae. Loài này được phát hiện ở Venezuela.